# Barleria neurophylla
Barleria neurophylla är en akantusväxtart som beskrevs av C. B. Cl.. Barleria neurophylla ingår i släktet Barleria och familjen akantusväxter. Inga underarter finns listade i Catalogue of Life.